# Philippe de Bourgogne (évêque d'Utrecht)
Pour les articles homonymes, voir Philippe de Bourgogne.
Philippe de Bourgogne (Né en 1464, à Bruxelles - † Mort le 7 avril 1524 à Wijk bij Duurstede) était amiral de Hollande (en) (1498-1517), puis évêque d'Utrecht.
Philippe était le fils illégitime du duc Philippe le Bon. Il fut anobli en 1486. En 1498, Philippe Ier de Castille le nomma amiral, puis il fut reçu, en 1501, dans  l'Ordre de la Toison d'Or. Il a été légitimé en 1508.
En 1517, le titulaire de l'évêché d'Utrecht, Frédéric IV de Bade, ayant été destitué, l'empereur obtient pour Philippe la mître. Dans le palais épiscopal de Wijk bij Duurstede, il mène une vie de débauches, trouvant plaisir auprès des femmes, des chevaux et des armes, en prince de la Renaissance. Il prête finalement peu d'attention aux affaires ecclésiastiques de son diocèse. De même, il ne se soucie pas de l'émergence du protestantisme.
La contribution la plus positive de Philippe fut certainement dans l'art. Il a financé pendant de nombreuses années le peintre Jan Goessart, il a agi en tant que mécène d’Érasme. Dans sa collection de peintures, il y avait des œuvres de Jérôme Bosch.

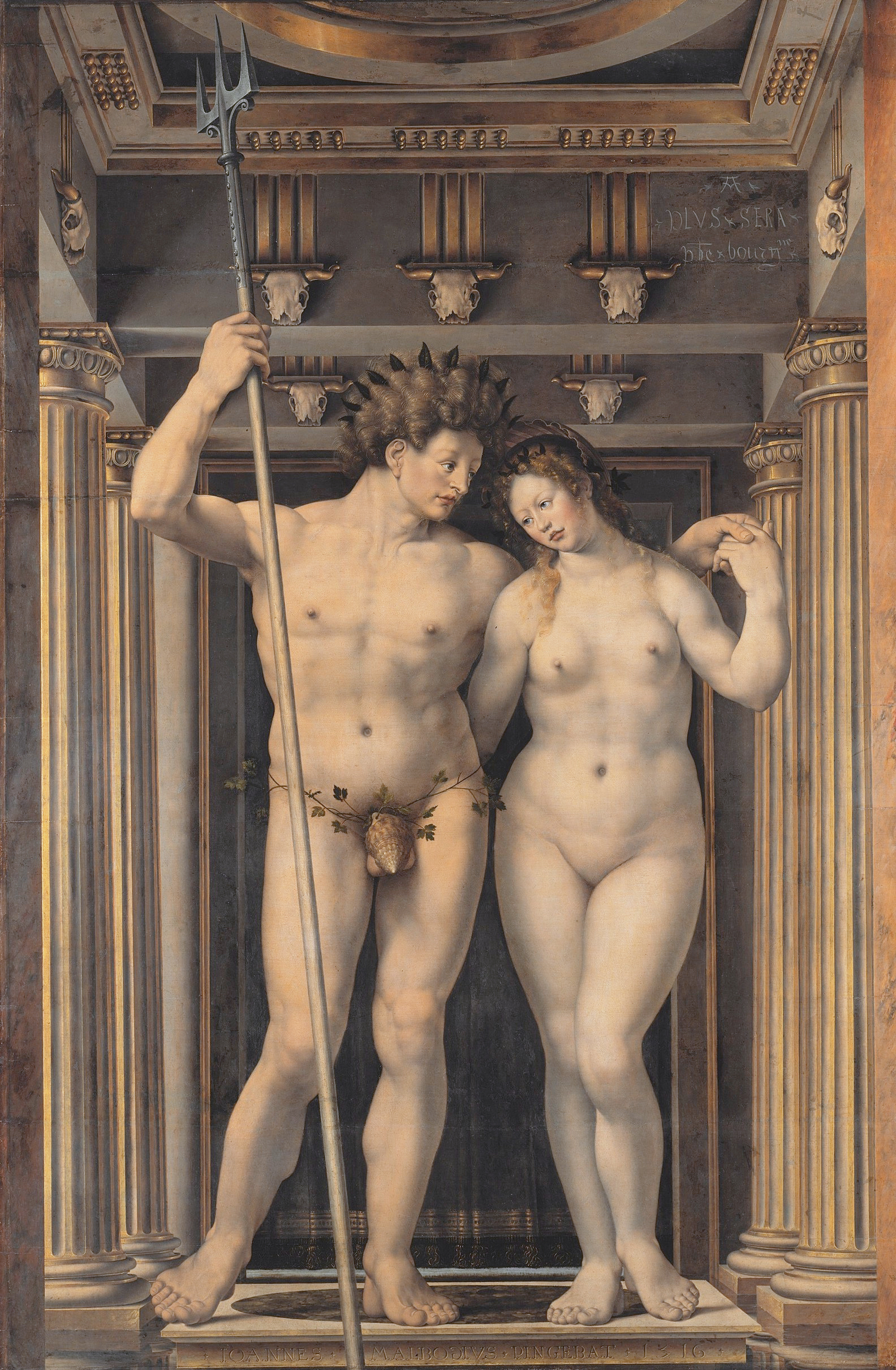
Neptune et Amphitrite de Jan Goessart à la Gemäldegalerie de Berlin. Le personnage de Neptune représenté est la personnification de l'amirauté de Philippe.

Adolphe de Bourgogne fut son successeur comme amiral des Pays-Bas, Henri du Palatinat son successeur comme évêque d'Utrecht.
Philippe de Bourgogne a eu quatre enfants illégitimes dont les mères sont encore inconnues:
• Jean de Bourgogne.
• Philippe de Bourgogne.
• Olivier de Bourgogne († après 1532).
• Baudouin de Bourgogne.